# IC 363
IC 363 је галаксија у сазвјежђу Бик која се налази на листи објеката дубоког неба у Индекс каталогу.
Деклинација објекта је + 3° 1' 56" а ректасцензија 4h 18m 55,2s. Привидна величина (магнитуда) објекта IC 363 износи 14,4 а фотографска магнитуда 15,4. IC 363 је још познат и под ознакама CGCG 392-19, PGC 14847.